# Eugenio Lira Massi
Eugenio Pascual Santos Lira Massi (Santiago, 30 de septiembre de 1934-París, 9 de junio de 1975) fue un periodista chileno, casado en 1956 con Estela Molina y padre de tres hijas. En su juventud se desempeñó como escribiente de la Central de Carabineros de Chile, hasta que a fines de los años 1950 comenzó a trabajar en Clarín, uno de los diarios más importantes del país en aquella época.

## Desarrollo
Ya en Clarín, y después de trabajar como dibujante del matutino, el Paco Lira comenzó a reportear como periodista político. En 1968 lanzó exitosamente sus libros La cueva del Senado y los 45 senadores y La Cámara y los 147 a Dieta. En ambas obras, realizó —a través de su particular estilo— una mordaz semblanza de todos los integrantes de las dos cámaras legislativas del Congreso Nacional. Junto a ellas, escribió Ahora le toca al Golpe, libro donde contó sus andanzas como reportero en el Tacnazo, la asonada militar del general Roberto Viaux contra el gobierno de Eduardo Frei Montalva ocurrida en 1969.
Durante este periodo, tuvo además una meteórica carrera en la incipiente televisión chilena al conducir el programa La entrevista impertinente en Canal 13, un espacio político donde virtualmente descueró a cuanto entrevistado le pusieron por delante. 
Meses antes de la asunción de Salvador Allende a la presidencia de la República en 1970, se alejó de Clarín para dar forma, junto con su amigo y colega José Gómez López, al diario Puro Chile, donde se destacó por su marcado tinte allendista y por sus contenidos, historietas y titulares.
Después del golpe de Estado del 11 de septiembre de 1973, uno de los primeros bandos manifestaba que Lira Massi era uno de los 95 nombres más peligrosos para la recién instalada dictadura. Considerando que su vida corría peligro, un par de días después se asiló en la embajada de Francia, de donde salió al exilio en dicho país a mediados de 1974.

## Citas
Hay que tener vocación de servicio público para dedicarse a tan sacrificada actividad. Prueba de ello es que, pese a que se exige solamente ser chileno, saber leer y escribir, tener más de 35 años de edad y estar inscrito en los registros electorales, sólo cuarenta y cinco personas son Senadores de la República.
Del libro La cueva del Senado y los 45 senadores

Los milicos son dueños y señores del país y dan o niegan los salvoconductos a su regalado gusto o los difieren para cuando se les antoje. Parece que están muy picados con quienes no pudieron tomar presos, patearlos, fusilarlos o tirarlos a Dawson o a Chacabuco para que se pudran. No sabes cuanto me has hecho ganar en tranquilidad con tu presencia de ánimo, valentía y decisión para salir adelante. Incluso la letra me sale menos tiritona...
Eugenio Lira Massi desde el interior de la embajada francesa a su esposa en noviembre de 1973

## Muerte no aclarada
Una vez instalado en París, comenzó a trabajar en el periódico L'Humanité hasta junio de 1975, cuando fue encontrado muerto en circunstancias no del todo aclaradas, en su habitación. Es muy probable que fuera asesinado por la DINA utilizando gases especiales. Un agente chileno, Michael Townley, estaba  en París en aquella fecha.

El 1º de Junio, Townley volvió a partir desde Santiago. Su intención era dirigirse a Miami, para recoger a Virgilio Paz (cubano implicado en el asesinato de Orlando Letelier) y continuar hacia Europa nuevamente. Townley y Paz viajaron a Frankfurt. Sin embargo, Townley regresó a Santiago el 14 de junio (el mismo día que se encontró el cadáver de Lira Massi) mientras Paz permanecía solo en Europa por cuenta de la DINA.
Chile: La memoria prohibida describe las andanzas de Townley por el viejo continente en ese año 1975

En 1990 el periodista Edwin Harrington publicó en la revista Nueva Voz que Lira «habría sido asesinado por medio de un plan denominado "Operación Francia " (de la DINA)...». Agrega que la muerte se produjo después del arribo a la capital francesa de un sujeto llamado Bernardo Conrads Salazar, funcionario del servicio de seguridad de la dictadura. Sostiene que el deceso de Lira pudo provocarse por gas sarín, que Townley llevaba en sus viajes en un frasco de perfume Chanel. Como se sabe, el gas sarín, preparado por el químico de la DINA Eugenio Berríos, provoca el fallecimiento por trastornos neurológicos. Harrington citaba como una de sus fuentes principales un informe del FBI. Luego, la familia consultó a la embajada estadounidense. David Greenlee, encargado de negocios, contestó el 25 de octubre de 1990 indicando que efectivamente se había efectuado una solicitud de información, pero que no fue respondida. Agregó que desconocía la existencia de documentación del FBI sobre la materia.